# شاهدة (اسم)
شاهدة هو اسم علم مؤنث من أصل عربي، ومعناه هو المكثرة من زينة نفسها المتزينة، والزينة كل ما يتزين به المرء أو يزين به غيره.

## وصلات خارجية
- موسوعة السلطان قابوس لأسماء العرب نسخة محفوظة 5 أبريل 2019 على موقع واي باك مشين.